# Drew Eubanks
Drew Eubanks, né le 1er février 1997 à Starkville dans le Mississippi, est un joueur américain de basket-ball évoluant au poste de pivot et mesurant 2,06 m.

## Biographie

### Spurs de San Antonio (2018-2022)
Bien qu'il se soit présenté à la draft 2018 de la NBA, il n'est pas sélectionné. Il joue la NBA Summer League 2018 sous le maillot des Spurs de San Antonio puis signe, le 17 septembre 2018, un contrat "two-way" avec la franchise texane pour la saison à venir.
En novembre 2020, il re-signe pour trois ans avec les Spurs.
En février 2022, il est transféré aux Raptors de Toronto. Il est ensuite coupé.

### Trail Blazers de Portland (2022-2023)
Le 22 février 2022, il signe pour 10 jours en faveur des Trail Blazers de Portland. Eubanks signe un deuxième puis un troisième et un quatrième contrat de 10 jours avec les Blazers,,. Le 3 avril 2022, Eubanks s'engage jusqu'à la fin de la saison avec les Blazers.
En juillet 2022, Eubanks reste aux Blazers avec un contrat d'une saison.

### Suns de Phoenix (2023-2024)
Il signe un contrat de deux saisons (dont une en option) avec les Suns de Phoenix en juillet 2023.
En raison de discussions avec les Suns avant l'ouverture officielle de la période de négociations autorisée (tampering), sa signature entraîne la suppression du choix des Suns au deuxième tour pour la draft 2024 par la NBA.

### Jazz de l'Utah (2024-février 2025)
Eubanks décide de ne pas activer sa deuxième année optionnelle avec les Suns et, en juillet 2024, il s'engage pour deux saisons au Jazz de l'Utah contre un montant de 10 millions de dollars,.

### Clippers de Los Angeles (février-juin 2025)
Début février 2025, avec Patrick Mills, il est transféré aux Clippers de Los Angeles contre P. J. Tucker et Mohamed Bamba.

## Statistiques

### Universitaires
| Saison    | Équipe       | Matchs | Titul. | Min./m | % Tir | % 3pts | % LF | Rbds/m. | Pass/m. | Int/m. | Ctr/m. | Pts/m. |
| --------- | ------------ | ------ | ------ | ------ | ----- | ------ | ---- | ------- | ------- | ------ | ------ | ------ |
| 2015-2016 | Oregon State | 32     | 30     | 21,4   | 58,0  | —      | 63,5 | 4,60    | 0,40    | 0,40   | 1,20   | 7,60   |
| 2016-2017 | Oregon State | 32     | 32     | 32,1   | 58,7  | —      | 71,2 | 8,30    | 1,20    | 0,60   | 2,20   | 14,50  |
| 2017-2018 | Oregon State | 32     | 32     | 31,3   | 62,4  | —      | 70,1 | 6,80    | 1,10    | 0,50   | 1,70   | 13,20  |
| Carrière  | Carrière     | 96     | 94     | 28,3   | 59,8  | —      | 69,3 | 6,60    | 0,90    | 0,50   | 1,70   | 11,70  |

### Professionnelles

#### Saison régulière
| Saison    | Équipe      | Matchs | Titul. | Min./m | % Tir | % 3pts | % LF | Rbds/m. | Pass/m. | Int/m. | Ctr/m. | Pts/m. |
| --------- | ----------- | ------ | ------ | ------ | ----- | ------ | ---- | ------- | ------- | ------ | ------ | ------ |
| 2018-2019 | San Antonio | 23     | 0      | 4,9    | 57,7  | —      | 84,6 | 1,50    | 0,30    | 0,10   | 0,20   | 1,80   |
| 2019-2020 | San Antonio | 22     | 3      | 12,4   | 64,2  | 100,0  | 76,9 | 3,90    | 0,70    | 0,20   | 0,80   | 4,90   |
| 2020-2021 | San Antonio | 54     | 3      | 14,0   | 56,6  | 100,0  | 72,6 | 4,50    | 0,80    | 0,30   | 0,90   | 5,80   |
| 2021-2022 | San Antonio | 49     | 9      | 12,1   | 52,8  | 12,5   | 74,7 | 4,00    | 1,00    | 0,30   | 0,60   | 4,70   |
| 2021-2022 | Portland    | 22     | 22     | 29,5   | 64,6  | 26,7   | 78,4 | 8,50    | 1,60    | 0,80   | 0,50   | 14,50  |
| 2022-2023 | Portland    | 78     | 28     | 20,3   | 64,1  | 38,9   | 66,4 | 5,40    | 1,30    | 0,50   | 1,30   | 6,60   |
| Carrière  | Carrière    | 248    | 65     | 16,0   | 60,7  | 34,1   | 72,5 | 4,70    | 1,00    | 0,40   | 0,90   | 6,10   |

## Records sur une rencontre en NBA
Les records personnels de Drew Eubanks en NBA sont les suivants, :
| Type de statistique        | Saison régulière | Saison régulière          | Saison régulière | Playoffs | Playoffs                    | Playoffs      |
| Type de statistique        | Record           | Adversaire                | Date             | Record   | Adversaire                  | Date          |
| -------------------------- | ---------------- | ------------------------- | ---------------- | -------- | --------------------------- | ------------- |
| Points                     | 27               | Thunder d'Oklahoma City   | 28 mars 2022     | 9        | Timberwolves du Minnesota   | 26 avril 2024 |
| Paniers marqués            | 12               | Thunder d'Oklahoma City   | 28 mars 2022     | 4        | @ Timberwolves du Minnesota | 23 avril 2024 |
| Paniers tentés             | 14               | 3 fois                    | 3 fois           | 8        | @ Timberwolves du Minnesota | 23 avril 2024 |
| Paniers à 3 points réussis | 3                | @ Spurs de San Antonio    | 6 avril 2023     | -        | -                           | -             |
| Paniers à 3 points tentés  | 4                | @ Spurs de San Antonio    | 6 avril 2023     | -        | -                           | -             |
| Lancers francs réussis     | 10               | Kings de Sacramento       | 10 novembre 2021 | 3        | Timberwolves du Minnesota   | 26 avril 2024 |
| Lancers francs tentés      | 13               | Kings de Sacramento       | 10 novembre 2021 | 3        | Timberwolves du Minnesota   | 26 avril 2024 |
| Rebonds offensifs          | 9                | Rockets de Houston        | 26 mars 2022     | -        | -                           | -             |
| Rebonds défensifs          | 10               | 2 fois                    | 2 fois           | 2        | @ Timberwolves du Minnesota | 23 avril 2024 |
| Rebonds totaux             | 16               | Rockets de Houston        | 26 mars 2022     | 2        | @ Timberwolves du Minnesota | 23 avril 2024 |
| Passes décisives           | 5                | 4 fois                    | 4 fois           | -        | -                           | -             |
| Interceptions              | 3                | 3 fois                    | 3 fois           | 2        | @ Timberwolves du Minnesota | 23 avril 2024 |
| Contres                    | 6                | @ Thunder d'Oklahoma City | 26 mars 2023     | 1        | @ Timberwolves du Minnesota | 20 avril 2024 |
| Balles perdues             | 6                | 2 fois                    | 2 fois           | 1        | 2 fois                      | 2 fois        |
| Minutes jouées             | 41               | Thunder d'Oklahoma City   | 28 mars 2022     | 17       | @ Timberwolves du Minnesota | 23 avril 2024 |

- Double-double : 13
- Triple-double : 0

Dernière mise à jour : 16 janvier 2025